# Xã Ardenhurst, Quận Itasca, Minnesota
Xã Ardenhurst (tiếng Anh: Ardenhurst Township) là một xã thuộc quận Itasca, tiểu bang Minnesota, Hoa Kỳ. Năm 2010, dân số của xã này là 164 người.